# Tepetlaxitla
Tepetlaxitla är en ort i Mexiko.   Den ligger i kommunen Magdalena och delstaten Veracruz, i den sydöstra delen av landet, 230 km öster om huvudstaden Mexico City. Tepetlaxitla ligger 1 567 meter över havet och antalet invånare är 259.
Terrängen runt Tepetlaxitla är bergig åt sydväst, men åt nordost är den kuperad. Runt Tepetlaxitla är det ganska tätbefolkat, med 166 invånare per kvadratkilometer. Närmaste större samhälle är Córdoba, 19,0 km nordost om Tepetlaxitla. I omgivningarna runt Tepetlaxitla växer i huvudsak städsegrön lövskog.